# Городское поселение город Макарьев
Городско́е поселе́ние го́род Мака́рьев — муниципальное образование в Макарьевском районе Костромской области России.
Административный центр — город Макарьев.

## История
Городское поселение город Макарьев образовано 30 декабря 2004 года в соответствии с Законом Костромской области № 237-ЗКО, установлены статус и границы муниципального образования.

## Население
| 2008  | 2010  | 2012  | 2013  | 2014  | 2015  | 2016  |
| ----- | ----- | ----- | ----- | ----- | ----- | ----- |
| 7567  | ↘7493 | ↘7419 | ↘7231 | ↘7119 | ↘6983 | ↘6878 |
| 2017  | 2018  | 2019  | 2020  | 2021  | 2024  |       |
| ↘6805 | ↘6738 | ↘6641 | ↘6536 | ↘5585 | ↘5511 |       |

## Состав городского поселения
| № | Населённый пункт | Тип населённого пункта        | Население |
| - | ---------------- | ----------------------------- | --------- |
| 1 | Комсомолка       | посёлок                       | ↘41       |
| 2 | Макарьев         | город, административный центр | ↘5463     |
| 3 | Холодная Заводь  | посёлок                       | ↘7        |